# El Pochote, Teloloapan
El Pochote är en ort i Mexiko.   Den ligger i kommunen Teloloapan och delstaten Guerrero, i den södra delen av landet, 140 km sydväst om huvudstaden Mexico City. El Pochote ligger 1 623 meter över havet och antalet invånare är 109.
Terrängen runt El Pochote är kuperad. Runt El Pochote är det ganska glesbefolkat, med 50 invånare per kvadratkilometer. Närmaste större samhälle är Teloloapan, 9,0 km sydost om El Pochote. I omgivningarna runt El Pochote växer huvudsakligen savannskog.